# Élections législatives de 1956 dans le territoire sous tutelle du Cameroun
Les élections législatives de 1956 dans le Territoire sous tutelle du Cameroun sont des élections françaises qui ont eu lieu le 2 janvier 1956  dans le Territoire sous tutelle du Cameroun dans le cadre des élections législatives françaises de 1956, sous la IVe République.
Ce sont les dernières élections législatives de la Quatrième république, après les élections de novembre 1946 et de juin 1951.

## Mode de scrutin
Le territoire est l'un des derniers (avec l'ex AEF) à être divisé en deux collèges électoraux.
1. Le premier regroupant les personnes relevant du Statut Civil français, soit les Colons et les "Évolués", qui bénéficie du suffrage universel ;
2. Le second regroupe les populations colonisées, qui sont sous le Statut personnel, mais qui votent avec un système de suffrage restreint. La loi de 1951 permet à tous ceux payant une patente, ayant un permis, une propriété ou qui paient des impôts de voter. Les plus pauvres, les femmes ayant moins de deux enfants ne peuvent pas voter.

Un projet de généralisation du suffrage universel était en train d'être mis en place, mais la dissolution a coupée court au processus. Les administrateurs ne voulant pas jeter le travail déjà accomplit ont été souple dans l'application des directives. Par exemple en permettant au femmes qui n'ont qu'un enfant de voter, mais en n'autorisant toujours pas celle sans enfants.
Le Territoire élit quatre députés, dans le cadre de circonscriptions. Le mode de scrutin est uninominal majoritaire à un tour, le candidat arrivé en tête est élu :
1. La circonscription du collège des personnes relevant du Statut Civil français regroupe tout le Territoire du Cameroun ;
2. Le Territoire est divisée en 3 circonscriptions pour les personnes relevant du Statut personnel.

## Élus
| Député sortant                | Parti | Parti     | Député élu ou réélu         | Parti | Parti          |
| ----------------------------- | ----- | --------- | --------------------------- | ----- | -------------- |
| Statut Civil (1er Collège)    |       |           |                             |       |                |
| Georges Molinatti             |       | Rép. soc  | Maurice Plantier            |       | RGR            |
| Statut Personnel (2e Collège) |       |           |                             |       |                |
| Jules Ninine                  |       | SFIO      | Jules Ninine                |       | SFIO           |
| Alexandre Douala Manga Bell   |       | MRP (IOM) | Alexandre Douala Manga Bell |       | MRP (IOM)      |
| Louis-Paul Aujoulat           |       | BDC (IOM) | André-Marie Mbida           |       | COCOCAM (SFIO) |

## Résultats

### 1ercollège (statut civil français)
|          | RGR      | Maurice Plantier      | 2 632  | 50,50  |  |  |
|          | UDSR     | Joseph Gaucher        | 951    | 18,25  |  |  |
|          | CNIP     | André Duru            | 729    | 13,99  |  |  |
|          | Rép. soc | René Journiac         | 239    | 4,59   |  |  |
|          | Ind      | Armand Anziani        | 232    | 4,45   |  |  |
|          | Ind      | Vincent Casanova      | 158    | 3,03   |  |  |
|          | Ind      | Marie-Albert Bertrand | 116    | 2,23   |  |  |
|          | Rép. soc | Georges Molinatti *   | 77     | 1,48   |  |  |
|          | Soc. ind | Jean Monnier          | 58     | 1,11   |  |  |
|          |          |                       |        |        |  |  |
| Inscrits | Inscrits | Inscrits              | 10 804 | 100,00 |  |  |
| Votants  | Votants  | Votants               | 5 381  | 49,81  |  |  |
| Exprimés | Exprimés | Exprimés              | 5 212  | 96,86  |  |  |

* Député sortant

### 2ecollège (statut personnel)

#### 1recirconscription
|          | SFIO      | Jules Ninine *       | 73 085  | 44,90  |  |  |
|          | BDC (IOM) | Ahmadou Ahidjo       | 47 783  | 29,36  |  |  |
|          | Ind       | Paul-François Martin | 35 252  | 21,66  |  |  |
|          | MF-C      | Akana Ibrahima Akono | 6 657   | 4,09   |  |  |
|          |           |                      |         |        |  |  |
| Inscrits | Inscrits  | Inscrits             | 315 172 | 100,00 |  |  |
| Votants  | Votants   | Votants              | 166 147 | 52,72  |  |  |
| Exprimés | Exprimés  | Exprimés             | 162 777 | 97,97  |  |  |

* Député sortant

#### 2ecirconscription
|          | MRP (IOM)  | Alexandre Douala Manga Bell * | 41 365  | 38,85  |  |  |
|          | UPC        | Isaac Tchoumba Ngouankeu      | 20 979  | 19,70  |  |  |
|          | Rad-soc    | Daniel Kemajou                | 15 103  | 14,19  |  |  |
|          | diss. BDC  | Mathias Djoumessi             | 13 536  | 12,71  |  |  |
|          | PTC        | Marcel Bebey Eyidi            | 7 656   | 7,19   |  |  |
|          | Ind        | Robert Tawamba                | 3 074   | 2,89   |  |  |
|          | CNIP       | Paul Monthé                   | 2 043   | 1,92   |  |  |
|          | Ind        | Raymond Alcandre              | 1 441   | 1,35   |  |  |
|          | UC         | Henoc Mandeng                 | 684     | 0,64   |  |  |
|          | Front Rép. | Pierre Soyer de Bosmelet      | 588     | 0,55   |  |  |
|          |            |                               |         |        |  |  |
| Inscrits | Inscrits   | Inscrits                      | 274 050 | 100,00 |  |  |
| Votants  | Votants    | Votants                       | 108 193 | 39,48  |  |  |
| Exprimés | Exprimés   | Exprimés                      | 106 469 | 98,41  |  |  |

* Député sortant

#### 3ecirconscription
|          | COCOCAM (SFIO) | André-Marie Mbida     | 66 386  | 42,00  |  |  |
|          | CNIP           | Charles Assalé        | 45 984  | 29,09  |  |  |
|          | BDC (IOM)      | Louis-Paul Aujoulat * | 20 529  | 12,99  |  |  |
|          | USC-MSA        | Charles Okala         | 17 724  | 11,21  |  |  |
|          | Ind            | Pierre Ripaud         | 3 166   | 2,00   |  |  |
|          | Ind            | Valère Bessala        | 2 233   | 1,41   |  |  |
|          | CNIP           | Étienne M'Bida        | 2 039   | 1,29   |  |  |
|          |                |                       |         |        |  |  |
| Inscrits | Inscrits       | Inscrits              | 259 203 | 100,00 |  |  |
| Votants  | Votants        | Votants               | 159 224 | 61,43  |  |  |
| Exprimés | Exprimés       | Exprimés              | 158 061 | 99,27  |  |  |

* Député sortant